# Strana venkova – spojené občanské síly
Strana venkova – spojené občanské síly byla česká politická strana s minoritní podporou voličů, hájící zájmy obyvatel českého venkova a českých zemědělců. Její preference se pohybovaly v intervalu 0,2 % až 0,6 %.[zdroj?] Roku 2009 se sloučila se Stranou důstojného života (SDŽ).
Od 1. ledna 2001 do 29. března 2003 působil jako předseda strany zemědělský funkcionář Jan Veleba.